# Згори і знизу
«Згори і знизу» — кінофільм режисера Фридрика Тор Фрідрікссона, що вийшов на екрани в 2006 році.

## Зміст
Жінка та чоловік знаходяться буквально на різних кінцях планети: вона в Ісландії, він - в Австралії, - вони пов’язані якоюсь невідомою історією, залишеної автором за кадром. Обидва перебувають у тотальній самоті свого існування. Жінка на засніженому холодному березі океану піднімається на вершину маяка, де зриває з даху крупну бурульку, після чого втамовує з її допомогою свій сексуальний голод. Чоловік завантажує в кузов свого джипа великі крижані блоки і везе їх через піщану пустку додому, де з їх допомогою здійснює повільне самогубство петлею, яка затягується у міру танення льоду.

## Ролі
| Актор                 | Роль |
| --------------------- | ---- |
| Ніна Гуннарсдотір     | -    |
| Хілмір Снаер Гуднасон | -    |

## Знімальна група
- Режисер — Фридрик Тор Фрідрікссон
- Сценарист — Фридрик Тор Фрідрікссон
- Продюсер — Регіна Циглер, Таня Медінг, Маріетт Різенбек
- Композитор — Ерік КТомас Кахейнолвін